# Smrčina (Plesná)
Smrčina (deutsch Ermesgrün) ist ein Ortsteil der Stadt Plesná in Tschechien. 

## Geographische Lage
Der Ortsteil liegt etwa 2 km nordöstlich der Stadt Plesná. 

## Geschichte
Viele Orte des Schönbacher Ländchens sind vom Kloster Waldsassen aus gegründet worden, die 1348 Rüdiger von Sparneck erwarb.

### Eingemeindungen
Im Jahr 1965 wurde Vackov nach Plesná eingemeindet.

### Einwohnerentwicklung
| Jahr | Einwohnerzahl |
| ---- | ------------- |
| 1869 | 144           |
| 1880 | 141           |
| 1890 | 172           |
| 1900 | 178           |
| 1910 | 201           |

| Jahr | Einwohnerzahl |
| ---- | ------------- |
| 1921 | 198           |
| 1930 | 165           |
| 1950 | 88            |
| 1961 | 54            |
| 1970 | 14            |

| Jahr | Einwohnerzahl |
| ---- | ------------- |
| 1980 | 11            |
| 1991 | 2             |
| 2001 | 3             |
| 2011 | 1             |